# Wladimir Wassiljewitsch Uchow
Wladimir Wassiljewitsch Uchow (russisch Владимир Васильевич Ухов, engl. Transkription Vladimir Vasilyevich Ukhov; * 21. Januar 1924 in Petrograd, damals Sowjetunion; † 25. Mai 1996) war ein sowjetischer Geher, der 1954 Europameister wurde.

## Leben
Im 50-km-Gehen der Olympischen Spiele 1952 in Helsinki wurde er in 4:32:51,6 h Sechster mit anderthalb Minuten Rückstand auf den drittplatzierten Antal Róka aus Ungarn. Einen Monat später stellte Uchow am 29. August in Leningrad mit 4:20:30 h eine Weltbestleistung auf und blieb um fast drei Minuten unter der alten Rekordmarke des Tschechoslowaken Josef Doležal.
1954 gewann er bei den Europameisterschaften in Bern in 4:22:11,2 h mit drei Minuten Vorsprung auf Doležal. Róka hatte als Dritter bereits neun Minuten Rückstand.
Uchow stellte seine Bestleistung von 4:11:23 h im Jahr 1956 auf, konnte sich aber trotzdem nicht für die Olympischen Spiele 1956 qualifizieren.